# Epirrhoe albescens
Epirrhoe albescens là một loài bướm đêm trong họ Geometridae.